# Peperomia quimiriana
Peperomia quimiriana är en pepparväxtart som beskrevs av William Trelease. Peperomia quimiriana ingår i släktet peperomior, och familjen pepparväxter. Inga underarter finns listade i Catalogue of Life.